# Morbier (Jura)
 Morbier  es una comuna y población de Francia, en la región de Franco Condado, departamento de Jura, en el distrito de Saint-Claude y cantón de Morez.
Su población en el censo de 1999 era de 2.236 habitantes. Forma parte de la aglomeración urbana de Morez.
Está integrada en la Communauté de communes du Haut Jura .
De aquí es el queso homónimo, con AOC y DOP.

## Demografía
| 1319 | 1382 | 1635 | 1816 | 2122 | 2236 | 5462 |
| Para los censos de 1962 a 1999 la población legal corresponde a la población sin duplicidades (Fuente: INSEE [Consultar]) |      |      |      |      |      |      |